# Vinko Apšner
Vinko Apšner, slovenski veterinar, * 18. oktober 1934, † 11. september 2011.

## Odlikovanja in nagrade
Leta 1996 je prejel častni znak svobode Republike Slovenije z naslednjo utemeljitvijo: »za zasluge in osebni prispevek k razvoju in uveljavljanju slovenske farmacevtske industrije«.